# Draft 2023 de la NFL
2022 2024
La draft NFL 2023 est la 88e draft de la National Football League, permettant aux franchises de football américain de sélectionner des joueurs universitaires éligibles pour jouer professionnels.
L'événement a lieu du 27 avril au 29 avril 2023, à Kansas City dans l'État du Missouri.

## Draft
La draft se compose de 7 tours ayant, généralement, chacun 32 choix. L'ordre de sélection est décidé par le classement général des équipes durant la saison précédente, donc l'équipe ayant eu le moins de victoires va sélectionner en premier et ainsi de suite jusqu'au gagnant du Super Bowl. Les équipes peuvent échanger leurs choix de draft, ce qui fait en sorte que l'ordre peut changer.
Les équipes peuvent enfin recevoir des choix compensatoires. Ces choix sont à la fin des tours et il n'est pas possible pour les équipes de les échanger. Les choix compensatoires sont remis aux équipes ayant perdu plus de joueurs (et de meilleur qualité) qu'ils en ont signés durant la free agency.
| Abréviation des positions en football américain | Abréviation des positions en football américain | Abréviation des positions en football américain | Abréviation des positions en football américain | Abréviation des positions en football américain    | Abréviation des positions en football américain    | Abréviation des positions en football américain    | Abréviation des positions en football américain    | Abréviation des positions en football américain    | Abréviation des positions en football américain | Abréviation des positions en football américain |                                     |
| ----------------------------------------------- | ----------------------------------------------- | ----------------------------------------------- | ----------------------------------------------- | -------------------------------------------------- | -------------------------------------------------- | -------------------------------------------------- | -------------------------------------------------- | -------------------------------------------------- | ----------------------------------------------- | ----------------------------------------------- | ----------------------------------- |
| C                                               | Center                                          |                                                 | CB                                              | Cornerback                                         |                                                    | DB                                                 | Defensive back                                     |                                                    | DE                                              | Defensive end                                   |                                     |
| DL                                              | Defensive lineman                               | DT                                              | Defensive tackle                                | FB                                                 | Fullback                                           | FS                                                 | Free safety                                        |                                                    |                                                 |                                                 |                                     |
| G                                               | Guard                                           | HB                                              | Halfback                                        | K                                                  | Kicker                                             | KR                                                 | Kick returner                                      |                                                    |                                                 |                                                 |                                     |
| LB                                              | Linebacker                                      | LS                                              | Long snapper                                    | OT                                                 | Offensive tackle                                   | OL                                                 | Offensive lineman                                  |                                                    |                                                 |                                                 |                                     |
| NT                                              | Nose tackle                                     | P                                               | Punter                                          | PR                                                 | Punt returner                                      | QB                                                 | Quarterback                                        |                                                    |                                                 |                                                 |                                     |
| RB                                              | Running back                                    | S                                               | Safety                                          | SS                                                 | Strong safety                                      | TB                                                 | Tailback                                           |                                                    |                                                 |                                                 |                                     |
| TE                                              | Tight end                                       | WR                                              | Wide receiver                                   | Article détaillé : Position (football américain) . | Article détaillé : Position (football américain) . | Article détaillé : Position (football américain) . | Article détaillé : Position (football américain) . | Article détaillé : Position (football américain) . |                                                 |                                                 |                                     |
| Légende                                         |                                                 |                                                 |                                                 |                                                    |                                                    |                                                    |                                                    |                                                    |                                                 |                                                 |                                     |
| °                                               | Intronisé au Pro Football Hall of fame          | Intronisé au Pro Football Hall of fame          | Intronisé au Pro Football Hall of fame          | Intronisé au Pro Football Hall of fame             |                                                    | ɫ                                                  | Joueur sélectionné pour le Pro Bowl                | Joueur sélectionné pour le Pro Bowl                | Joueur sélectionné pour le Pro Bowl             | Joueur sélectionné pour le Pro Bowl             | Joueur sélectionné pour le Pro Bowl |

### 1ertour
| Choix | Équipe                             | Joueur                                                         | Poste                                                          | Université                                                     | Notes                                                          |
| ----- | ---------------------------------- | -------------------------------------------------------------- | -------------------------------------------------------------- | -------------------------------------------------------------- | -------------------------------------------------------------- |
| 1     | Panthers de la Caroline            | Bryce Young                                                    | QB                                                             | Crimson Tide de l'Alabama                                      | Bears → Panthers                                               |
| 2     | Texans de Houston                  | C. J. Stroud †                                                 | QB                                                             | Buckeyes d'Ohio State                                          |                                                                |
| 3     | Texans de Houston                  | Will Anderson Jr. †                                            | LB                                                             | Crimson Tide de l'Alabama                                      | Cardinals → Texans                                             |
| 4     | Colts d'Indianapolis               | Anthony Richardson                                             | QB                                                             | Gators de la Floride                                           |                                                                |
| 5     | Seahawks de Seattle                | Devon Witherspoon †                                            | CB                                                             | Fighting Illini de l'Illinois                                  | Broncos → Seahawks                                             |
| 6     | Cardinals de l'Arizona             | Paris Johnson (en)                                             | OT                                                             | Buckeyes d'Ohio State                                          | Rams → Lions → Cardinals                                       |
| 7     | Raiders de Las Vegas               | Tyree Wilson (en)                                              | DE                                                             | Red Raiders de Texas Tech                                      |                                                                |
| 8     | Falcons d'Atlanta                  | Bijan Robinson †                                               | RB                                                             | Longhorns du Texas                                             |                                                                |
| 9     | Eagles de Philadelphie             | Jalen Carter †                                                 | DT                                                             | Bulldogs de la Géorgie                                         | Panthers → Bears → Eagles                                      |
| 10    | Bears de Chicago                   | Darnell Wright (en)                                            | DT                                                             | Volunteers du Tennessee                                        | Saints → Eagles → Bears                                        |
| 11    | Titans du Tennessee                | Peter Skoronski (en)                                           | OT                                                             | Wildcats de Northwestern                                       |                                                                |
| 12    | Lions de Détroit                   | Jahmyr Gibbs †                                                 | RB                                                             | Crimson Tide de l'Alabama                                      | Browns → Texans → Lions                                        |
| 13    | Packers de Green Bay               | Lukas Van Ness (en)                                            | DE                                                             | Hawkeyes de l'Iowa                                             | Jets → Packers                                                 |
| 14    | Steelers de Pittsburgh             | Broderick Jones (en)                                           | OT                                                             | Bulldogs de la Géorgie                                         | Patriots → Steelers                                            |
| 15    | Jets de New York                   | Will McDonald IV (en)                                          | DE                                                             | Hawkeyes de l'Iowa                                             | Packers → Jets                                                 |
| 16    | Commanders de Washington           | Emmanuel Forbes (en)                                           | CB                                                             | Bulldogs de Mississippi State                                  |                                                                |
| 17    | Patriots de la Nouvelle-Angleterre | Christian Gonzalez (en)                                        | CB                                                             | Ducks de l'Oregon                                              | Steelers → Patriots                                            |
| 18    | Lions de Détroit                   | Jack Campbell (en)                                             | LB                                                             | Hawkeyes de l'Iowa                                             |                                                                |
| 19    | Buccaneers de Tampa Bay            | Calijah Kancey (en)                                            | DT                                                             | Panthers de Pittsburgh                                         |                                                                |
| 20    | Seahawks de Seattle                | Jaxon Smith-Njigba (en) †                                      | WR                                                             | Buckeyes d'Ohio State                                          |                                                                |
| —     | Dolphins de Miami                  | Choix annulé par la NFL (violations des règles anti-tampering) | Choix annulé par la NFL (violations des règles anti-tampering) | Choix annulé par la NFL (violations des règles anti-tampering) | Choix annulé par la NFL (violations des règles anti-tampering) |
| 21    | Chargers de Los Angeles            | Quentin Johnston (en)                                          | WR                                                             | Horned Frogs de TCU                                            |                                                                |
| 22    | Ravens de Baltimore                | Zay Flowers †                                                  | WR                                                             | Eagles de Boston College                                       |                                                                |
| 23    | Vikings du Minnesota               | Jordan Addison (en)                                            | WR                                                             | Trojans de l'USC                                               |                                                                |
| 24    | Giants de New York                 | Deonte Banks (en)                                              | CB                                                             | Terrapins du Maryland                                          | Jaguars → Giants                                               |
| 25    | Bills de Buffalo                   | Dalton Kincaid (en)                                            | TE                                                             | Utes de l'Utah                                                 | Giants → Jaguars → Bills                                       |
| 26    | Cowboys de Dallas                  | Mazi Smith (en)                                                | DT                                                             | Wolverines du Michigan                                         |                                                                |
| 27    | Jaguars de Jacksonville            | Anton Harrison (en)                                            | OT                                                             | Sooners de l'Oklahoma                                          | Bills → Jaguars                                                |
| 28    | Bengals de Cincinnati              | Myles Murphy (en)                                              | DE                                                             | Tigers de Clemson                                              |                                                                |
| 29    | Saints de La Nouvelle-Orléans      | Bryan Bresee (en)                                              | DT                                                             | Tigers de Clemson                                              | Dolphins → Broncos → 49ers → Saints,                           |
| 30    | Eagles de Philadelphie             | Nolan Smith (en)                                               | LB                                                             | Bulldogs de la Géorgie                                         |                                                                |
| 31    | Chiefs de Kansas City              | Felix Anudike-Uzomah (en)                                      | DE                                                             | Wildcats de Kansas State                                       |                                                                |

### 2etour
| Choix | Équipe                             | Joueur                    | Poste | Université                      | Notes                              |
| ----- | ---------------------------------- | ------------------------- | ----- | ------------------------------- | ---------------------------------- |
| 32    | Steelers de Pittsburgh             | Joey Porter Jr. (en)      | CB    | Nittany Lions de Penn State     | Bears → Steelers                   |
| 33    | Titans du Tennessee                | Will Levis                | QB    | Wildcats du Kentucky            | Texans → Titans                    |
| 34    | Lions de Détroit                   | Sam LaPorta †             | TE    | Hawkeyes de l'Iowa              | Cardinals → Lions                  |
| 35    | Colts d'Indianapolis               | Michael Mayer (en)        | TE    | Fighting Irish de Notre Dame    | Colts → Raiders                    |
| 36    | Rams de Los Angeles                | Steve Avila (en)          | C     | Horned Frogs de TCU             |                                    |
| 37    | Seahawks de Seattle                | Derick Hall (en)          | OL    | Tigers d'Auburn                 | Broncos → Seahawks                 |
| 38    | Falcons de Atlanta                 | Matthew Bergeron          | OT    | Orange de Syracuse              | Raiders → Falcons                  |
| 39    | Panthers de la Caroline            | Jonathan Mingo (en)       | WR    | Rebels d'Ole Miss               |                                    |
| 40    | Saints de La Nouvelle-Orléans      | Isaiah Foskey (en)        | DE    | Fighting Irish de Notre Dame    |                                    |
| 41    | Cardinals de l'Arizona             | B.J. Ojulari (en)         | DE    | Tigers de LSU                   | Titans → Cardinals                 |
| 42    | Packers de Green Bay               | Luke Musgrave (en)        | TE    | Beavers d'Oregon State          | Browns → Jets → Packers            |
| 43    | Jets de New York                   | Joe Tippmann (en)         | C     | Badgers du Wisconsin            |                                    |
| 44    | Colts d'Indianapolis               | Julius Brents (en)        | CB    | Wildcats de Kansas State        | Falcons → Colts                    |
| 45    | Lions de Détroit                   | Brian Branch †            | S     | Crimson Tide de l'Alabama       | Packers → Lions                    |
| 46    | Patriots de la Nouvelle-Angleterre | Keion White (en)          | DE    | Yellow Jackets de Georgia Tech  |                                    |
| 47    | Commanders de Washington           | Jartavius Martin (en)     | DB    | Fighting Illini de l'Illinois   |                                    |
| 48    | Buccaneers de Tampa Bay            | Cody Mauch (en)           | OG    | Bison de North Dakota State     | Lions → Packers → Buccaneers       |
| 49    | Steelers de Pittsburgh             | Keeanu Benton (en)        | NT    | Badgers du Wisconsin            |                                    |
| 50    | Packers de Green Bay               | Jayden Reed (en)          | WR    | Spartans de Michigan State      | Buccaneers → Packers               |
| 51    | Dolphins de Miami                  | Cam Smith (en)            | CB    | Gamecocks de la Caroline du Sud |                                    |
| 52    | Seahawks de Seattle                | Zach Charbonnet (en)      | RB    | Bruins de l'UCLA                |                                    |
| 53    | Bears de Chicago                   | Gervon Dexter (en)        | DT    | Gators de la Floride            | Ravens → Bears                     |
| 54    | Chargers de Los Angeles            | Tuli Tuipulotu (en)       | OLB   | Trojans de l'USC                |                                    |
| 55    | Chiefs de Kansas City              | Rashee Rice (en)          | WR    | Mustangs de SMU                 | Vikings → Lions → Chiefs           |
| 56    | Bears de Chicago                   | Tyrique Stevenson (en)    | CB    | Hurricanes de Miami             | Jaguars → Bears                    |
| 57    | Giants de New York                 | John Michael Schmitz (en) | C     | Golden Gophers du Minnesota     |                                    |
| 58    | Cowboys de Dallas                  | Luke Schoonmaker (en)     | TE    | Wolverines du Michigan          |                                    |
| 59    | Bills de Buffalo                   | O'Cyrus Torrence          | OG    | Gators de la Floride            |                                    |
| 60    | Bengals de Cincinnati              | D. J. Turner (en)         | CB    | Wolverines du Michigan          |                                    |
| 61    | Jaguars de Jacksonville            | Brenton Strange (en)      | TE    | Nittany Lions de Penn State     | 49ers → Panthers → Bears → Jaguars |
| 62    | Texans de Houston                  | Juice Scruggs (en)        | C     | Nittany Lions de Penn State     | Eagles → Texans                    |
| 63    | Broncos de Denver                  | Marvin Mims (en) †        | WR    | Sooners de l'Oklahoma           | Chiefs → Lions → Broncos           |

## Joueurs notables sélectionnés dans les tours suivants
| Choix | Équipe                 | Joueur           | Pos | Université                                                      | Notes |
| ----- | ---------------------- | ---------------- | --- | --------------------------------------------------------------- | ----- |
| 99    | 49ers de San Francisco | Jake Moody       | K   | Wolverines du Michigan                                          |       |
| 177   | Rams de Los Angeles    | Puka Nacua †     | WR  | Cougars de BYU                                                  |       |
| ND    | Cowboys de Dallas      | Brandon Aubrey † | K   | Aucun (a joué au football avec le Fighting Irish de Notre Dame) |       |